# Julio César Betancio
Julio César Betancio González (Jalisco, 3 de enero de 1988) es un futbolista mexicano que juega de mediocampista. Retirado

## Clubes
| Club                 | País   | Año           |
| -------------------- | ------ | ------------- |
| Académicos           | México | 2006 - 2008   |
| Atlas de Guadalajara | México | 2008          |
| Dorados de Sinaloa   | México | 2008 - 2009   |
| Atlas de Guadalajara | México | 2009          |
| Loros de Colima      | México | 2010-2011     |
| Atlas de Guadalajara | México | 2012          |
| CD Irapuato          | México | 2014-presente |

- Datos: Q5573573